# C ce soir
C ce soir est une émission de la télévision publique française consacrée au débat d'idées. Produite par la société de production privée Together Média appartenant à Renaud Le Van Kim, l'émission est présentée par Karim Rissouli et est diffusée depuis le 25 janvier 2021 du lundi au jeudi en deuxième partie de soirée (autour de 22h30) sur France 5.

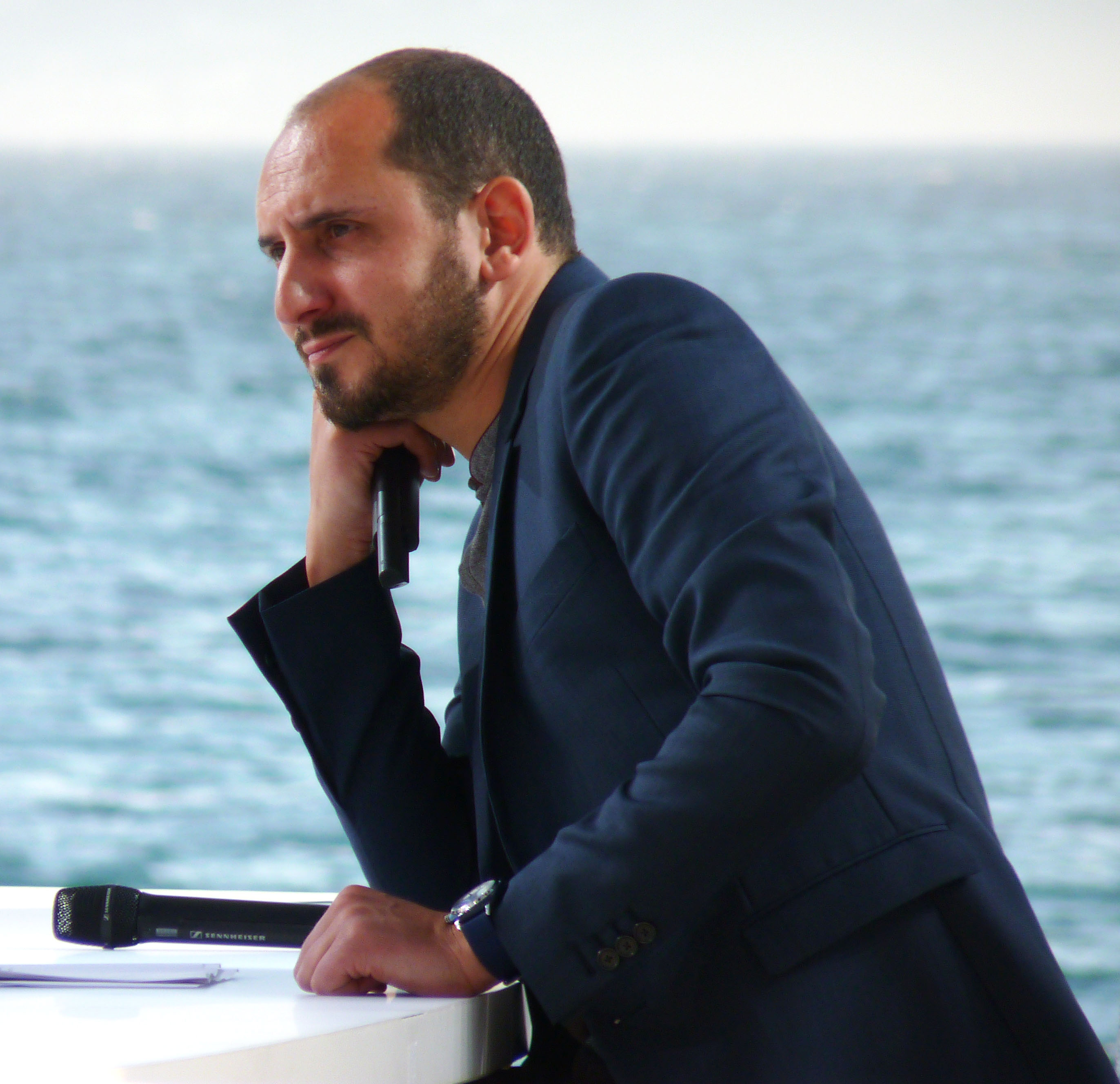
Karim Rissouli, le présentateur de cette émission de débat des idées

La promotion de l'émission s'est faite en utilisant une citation d'Étienne Klein pour présenter « la philosophie et l'ambition de l'émission » : « Débattre, c’est argumenter pour ne pas se battre ».

## Histoire
Depuis l'arrêt en 2016 de l'émission Ce soir (ou jamais !) en raison d'un manque d'audience, les émissions de débat d’idées avaient disparu des antennes des chaînes du groupe public. Il aura fallu attendre cinq ans pour que C ce Soir reprenne à sa manière le flambeau de l'émission de Frédéric Taddeï, en janvier 2021. L’esprit « fumoir » de Ce soir (ou jamais !) a laissé place à un plateau plus sobre. Le programme s'inspire d'autres émissions tels que Transit (diffusée sur Arte dans les années 1990) et 28 minutes (Arte).
Les débats sont menés par  Karim Rissouli du lundi au jeudi, entourés d’une équipe de chroniqueurs venus de la presse, la télévision ou la radio : Laure Adler, Camille Diao et Arthur Chevallier. 
La première émission est diffusée le lundi 25 janvier 2021 à 22h30. C'est Michelle Perrot qui inaugure l'émission en tant que première invitée. Vanessa Springora, Muriel Salmona et Caroline Mécary participent également à ce premier numéro.

## Principe et contenu de l'émission
C ce soir donne la parole à des chercheurs et des intellectuels de tous les horizons.
Pendant la première saison (janvier 2021-juin 2021), l'émission est construite autour d'un invité principal, intellectuel de référence dans son domaine. Elle s’articule autour de cette personnalité en trois parties :
- L’invitation : un échange approfondi avec l’invité du jour.
- La rencontre : l’invité du jour dialogue avec une personnalité qui a marqué l’actualité. Les profils sont variés : intellectuel, artiste, auteur, acteur de la société civile…
- Le débat : deux ou trois autres invités rejoignent le plateau pour un débat sur un thème en résonance avec l’actualité. Un temps privilégié pour échanger et confronter de façon posée et sans invective des points de vue et des arguments et donner au public des clés de réflexion et de compréhension, Chacun pourra ainsi se forger librement une opinion.

Lors la deuxième saison, l'émission abandonne les 3 parties pour s'adapter en fonction de l'actualité autour du débat. L'émission peut prendre 3 formes : 
- Un échange approfondi autour d'un invité du jour comme l'émission avec Kamel Daoud ou celle avec Alice Diop
- Des échanges et débats approfondissant un sujet : comme au lancement de la guerre en Ukraine ou à la suite de la sortie du livre Les Fossoyeurs sur les scandales dans les EHPAD.
- Un débat d'idée où des opinions opposées s'affrontent comme sur le pass vaccinal entre Mathieu Slama et Gaspard Koenig et la députée Coralie Dubost.

Le générique musical de début et de fin d'émission est un extrait de Pocket piano en version orchestrale, composé et joué par DJ Mehdi, avec l'orchestre Lamoureux dirigé par Thomas Roussel. Des extraits de Trône de Booba, de Sunset (long) de HiTnRuN, de Obama de Dombrance et de I Didn’t Change My Number de Billie Eilish, ponctuent le cours de l'émission.
A la rentrée 2023, l'émission enchaîne deux débats, l'un sur le Séisme de 2023 au Maroc, avec pour invité principal Rony Brauman, qui fut président de Médecins sans frontières de 1982 à 1994 et l'autre sur "Un métier sérieux", nouveau film de Thomas Lilti sur les lycées et collèges français avec François Cluzet, tous deux présents sur le plateau.

## Chroniqueurs
- Laure Adler  (Saison 1, 2 et 3)
- Camille Diao (Saison 1 et 2)
- Thomas Snégaroff co-présentateur (Saison 2)
- Jean Birnbaum (Saison 1)
- Maxime Darquier (Saison 1 - devient rédacteur en chef adjoint dans la saison 2 - rédacteur en chef en saison 3)
- Arthur Chevallier

## Diffusion
L'émission est diffusée du lundi au jeudi autour de 22 h 30 sur France 5. L'horaire change car la durée de la case de "primetime" change chaque jour. Elle est accessible en télévision de rattrapage sur le service France.tv de France Télévisions.
Elle est aussi disponible en podcast sur de nombreuses plateformes (Apple podcast, Google Podcast, Spotify, Deezer, Podcast Addict, Overcast, AntennaPod, Pocket Casts, Castbox, Downcast, Podcast Republic, TuneIn, AudioNow, AmazonMusic, PlayerFM, Sybel, Podbean, BeyondPod, Acast...)
Des extraits des émissions sont diffusés sur la chaîne Youtube de l'émission tous les jours. 

## Audience
L'émission attire en moyenne 300 000 à 400 000 téléspectateurs, ce qui représente 3 % de part d'audience.
La meilleure audience de l'émission a été réalisée le 2 avril 2024 avec 675 000 téléspectateurs, soit 5,1 % du public.